# لي ينغ
لي ينغ (بالصينية: 李影) هي لاعبة كرة قدم صينية، ولدت في 7 يناير 1993 في Dadukou, Chongqing ‏ في الصين. شاركت مع منتخب جمهورية الصين الشعبية تحت 20 سنة للسيدات لكرة القدم. أما مع النوادي، فقد لعبت مع Suwon FC Women ‏.

## وصلات خارجية
- لي ينغ على موقع الاتحاد الدولي (مؤرشف)  (الإنجليزية)
- لي ينغ على موقع الاتحاد الأوربي (الإنجليزية)
- لي ينغ على موقع قاعدة بيانات كرة القدم.إي يو (الإنجليزية)
- لي ينغ على موقع Soccerway.com (الإنجليزية)
- لي ينغ على موقع اللجنة الأولمبية الدولية (الإنجليزية)
- لي ينغ على موقع أوليمبيديا (الإنجليزية)
- لي ينغ على موقع اللجنة الأولمبية الصينية (الإنجليزية)